# Tiffany Grant
Tiffany Lynn Grant, född 11 oktober 1968, är en amerikansk röstskådespelare och manusförfattare som är känd för sina engelska dubbningar av animéfilmer och TV-serier som Neon Genesis Evangelion för ADV Films. Hon var den första skådespelaren som hyrdes in av ADV Films i februari 1994.. 